# Zero-G (студія)
Zero-G, Inc. (яп. 株式会社ゼロジー, Kabushiki-gaisha Zerojī) — японська анімаційна студія, заснована у червні 2011 року аніме-режисером Хіросі Негісі. Студія розташована в Суґінамі, Токіо. У червні 2015 року Сакікава Юкія, колишній анімаційний продюсер AIC PLUS+, був призначений генеральним директором Zero-G.
Студія відокремлена від попередньої студії Негісі Zero-G Room, яка була заснована в 1991 році і пізніше закрита в 2001 році, коли вона об'єдналася з Radix і стала частиною Radix Ace Entertainment.
Станом на квітень 2023 року Zero-G функціонує як дочірня компанія NOIX і є частиною групи компаній Saber Project, розважальної компанії, заснованої Негісі у 2014 році.

## Фільмографія

### Телесеріали
| Назва                                                                       | Режисер(и)                    | Початок випуску | Кінець випуску  | Еп. | Прим.                |
| --------------------------------------------------------------------------- | ----------------------------- | --------------- | --------------- | --- | -------------------- |
| Battery                                                                     | Томомі Мочідзукі              | 14 липня 2016   | 22 вересня 2016 | 11  | [ 3 ] [ 4 ]          |
| Piace: Watashi no Italian                                                   | Хіроакі Сакураї               | 11 січня 2017   | 29 березня 2017 | 12  | [ 5 ]                |
| Tsugumomo                                                                   | Рьоїчі Курая                  | 3 квітня 2017   | 19 червня 2017  | 12  | [ 6 ] [ 7 ] [ 8 ]    |
| Dive!!                                                                      | Каору Сузукі                  | 6 липня 2017    | 21 вересня 2017 | 12  | [ 9 ] [ 10 ]         |
| Nil Admirari no Tenbin                                                      | Масахіро Таката               | 8 квітня 2018   | 24 червня 2018  | 12  | [ 11 ] [ 12 ] [ 13 ] |
| Doreiku                                                                     | Рьоїчі Курая                  | 13 квітня 2018  | 29 червня 2018  | 12  | [ 14 ] [ 15 ] [ 16 ] |
| One Room Second Season                                                      | Шинічіро Уеда                 | 3 липня 2018    | 25 вересня 2018 | 13  | [ 17 ] [ 18 ]        |
| Grand Blue Dreaming                                                         | Сіндзі Такаматсу              | 14 липня 2018   | 29 вересня 2018 | 12  | [ 19 ] [ 20 ]        |
| The Idolmaster SideM Wake Atte Mini!                                        | Манкю                         | 9 жовтня 2018   | 25 грудня 2018  | 12  | [ 21 ]               |
| Rinshi!! Ekoda-chan                                                         | Томомі Мочізукі               | 8 січня 2019    | 26 березня 2019 | 12  | [ 22 ]               |
| My Roommate Is a Cat                                                        | Каору Сузукі                  | 9 січня 2019    | 27 березня 2019 | 12  | [ 23 ] [ 24 ]        |
| Science Fell in Love, So I Tried to Prove It                                | Тору Кітахата                 | 10 січня 2020   | 13 березня 2020 | 12  | [ 25 ] [ 26 ]        |
| Tsugu Tsugumomo                                                             | Рьоїчі Курая                  | 5 квітня 2020   | 21 червня 2020  | 12  | [ 27 ] [ 28 ]        |
| One Room Third Season                                                       | Шинічіро Уеда                 | 5 жовтня 2020   | 21 грудня 2020  | 12  | [ 29 ] [ 30 ]        |
| The Night Beyond the Tricornered Window                                     | Дайджі Іванага Йошитака Ясуда | 3 жовтня 2021   | 19 грудня 2021  | 12  | [ 31 ] [ 32 ]        |
| Science Fell in Love, So I Tried to Prove It r=1-sinθ                       | Тору Кітахата                 | 2 квітня 2022   | 18 червня 2022  | 12  | [ 33 ]               |
| The Ice Guy and His Cool Female Colleague                                   | Манкю                         | 4 січня 2023    | 22 березня 2023 | 12  | [ 34 ]               |
| Farming Life in Another World                                               | Рьоїчі Курая                  | 6 січня 2023    | 24 березня 2023 | 12  | [ 35 ]               |
| I'm Giving the Disgraced Noble Lady I Rescued a Crash Course in Naughtiness | Такаші Асамі                  | 4 жовтня 2023   | 20 грудня 2023  | 12  | [ 36 ]               |
| Mysterious Disappearances                                                   | Томомі Мочізукі               | 10 квітня 2024  | 26 червня 2024  | 12  | [ 37 ]               |
| Let This Grieving Soul Retire!                                              | Масахіро Таката               | 1 жовтня 2024   | 24 грудня 2024  | 13  | [ 38 ]               |
| Beheneko: The Elf-Girl's Cat Is Secretly an S-Ranked Monster!               | Тецуо Хіракава                | 4 січня 2025    | TBA             | TBA | [ 39 ]               |
| Welcome to Japan, Ms. Elf!                                                  | Тору Кітахата                 | 11 січня 2025   | TBA             | TBA | [ 40 ]               |
| Grand Blue Dreaming 2nd Season                                              | Сіндзі Такамацу               | TBA             | TBA             | TBA | [ 41 ]               |
|                                                                             |                               |                 |                 |     |                      |

### ONA
| Назва                                               | Режисер(и)      | Початок випуску | Кінець випуску | Еп. | Нотатки                                                                      | Прим.         |
| --------------------------------------------------- | --------------- | --------------- | -------------- | --- | ---------------------------------------------------------------------------- | ------------- |
| The Idolmaster Cinderella Girls Theater Extra Stage | Mankyū          | 24 березня 2020 | 13 квітня 2021 | 48  | Продовження кульмінаційного сезону The Idolmaster Cinderella Girls Theatre . | [ 42 ]        |
| The House Spirit Tatami-chan                        | Ренсуке Ошікірі | 10 квітня 2020  | 26 червня 2020 | 12  | Оригінальна робота                                                           | [ 43 ] [ 44 ] |
| High-Rise Invasion                                  | Масахіро Таката | 25 лютого 2021  | 25 лютого 2021 | 12  | За мотивами манґи, написаної Цуїною Міурою                                   | [ 45 ]        |
| Lady Napoleon                                       | Норіакі Акітая  | TBA             | TBA            | 13  | Оригінальна робота.                                                          | [ 46 ]        |

### OVA
| Назва                            | Режисер(и)    | Показ           | Еп. | Нотатки                               | Прим.  |
| -------------------------------- | ------------- | --------------- | --- | ------------------------------------- | ------ |
| Однокімнатний другий сезон       | Сінічіро Уеда | 30 грудня 2018  | 1   | DVD спец.                             | [ 47 ] |
| Idolmaster SideM Wake Atte Mini! | Mankyū        | 22 березня 2019 | 1   | DVD спец.                             |        |
| Tsugumomo                        | Рьоїчі Курая  | 22 січня 2020   | 1   | Епізод OVA в комплекті з томом манги. | [ 48 ] |

### Фільми
| Назва                           | Режисер(и)       | Дата випуску   | Нотатки                                 | Прим.  |
| ------------------------------- | ---------------- | -------------- | --------------------------------------- | ------ |
| Світанок                        | Томоюкі Курокава | 21 жовтня 2022 | За мотивами манґи, написаної Тецуя Імаї | [ 49 ] |
| Kukuriraige: Sanxingdui Fantasy | Фуміказу Сато    | невиданий      | Оригінальна робота                      | [ 50 ] |